# KF Fjallabyggðar
El Knattspyrnufélag Fjallabyggðar, conocido como KF, es un equipo de fútbol de Islandia que juega en la 3. deild karla, la cuarta liga de fútbol más importante del país.

## Historia
Fue fundado en el año 1931 en la ciudad de Ólafsfjörður con el nombre ÍF Leiftur Olafsfjörður y juegan en Siglufjörður. En el año 2001 se fusionaron con el Leiftur/Dalvík, pero no tuvo efecto y terminaron en la 3. deild karla en el 2003 y en la 4. deild karla en el año 2005. Terminaron la alianza y se fusionaron con el KS Siglufjörður para crear al KS/Leiftur, en la 2. deild karla y antes del año 2011 se cambiaron el nombre por el de Knattspyrnufélag Fjallabyggðar, que tienen actualmente. Nunca ha sido campeón de Liga y ha sido finalista del torneo de Copa 1 vez.
A nivel internacional ha participado en 3 torneos continentales, donde su mejor participación ha sido en la Copa Intertoto 2001, donde avanzó hasta la Segunda ronda.

## Palmarés
- Copa de Islandia: 0
  - Finalista: 1

1998
- 2. deild karla: 1

1991

## Participación en competiciones de la UEFA
| Temporada | Torneo         | Ronda          | Club               | Casa | Visita | Global  |
| --------- | -------------- | -------------- | ------------------ | ---- | ------ | ------- |
| 1998      | Copa Intertoto | 1              | FC Vorskla Poltava | 0-3  | 0-3    | 0-6     |
| 1999/2000 | UEFA Cup       | Clasificatoria | RSC Anderlecht     | 0-3  | 1-6    | 1-9     |
| 2000      | Copa Intertoto | 1              | FC Luzern          | 2-2  | 4-4    | 6-6 (a) |
| 2000      | Copa Intertoto | 2              | Sedan              | 2-3  | 0-3    | 2-6     |

## Jugadores

### Jugadores destacados
- Uni Arge
- Jens Martin Knudsen
- John Petersen
- Pétur Marteinsson
- Paul Kinnaird (1997)